# Megastigmus pictus
Megastigmus pictus is een vliesvleugelig insect uit de familie Torymidae. De wetenschappelijke naam is voor het eerst geldig gepubliceerd in 1841 door Förster.